# Danny Miller (acteur)
Ne doit pas être confondu avec Danny Miller.
Danny Miller, né le 2 janvier 1991 à Stockport (Grand Manchester) est un acteur britannique connu pour son rôle dans le soap opera Emmerdale, diffusé sur ITV. Il y incarne Aaron Livesy, un jeune garagiste parfois violent, qui a bien du mal à assumer son homosexualité.
En 2011, il remporte le prix du meilleur acteur aux British Soap Awards pour le rôle d'Aaron dans Emmerdale.
En décembre 2021 il remporte la 21e saison de I'm a Celebrity… Get Me Out of Here! UK.